# Anisotome
Anisotome es un género de alrededor de 15 especies de plantas herbáceas perteneciente a la familia Apiaceae, originarias de Nueva Zelanda.
Comprende 28 especies descritas y de estas, solo 15 aceptadas.

## Taxonomía
El género fue descrito por Joseph Dalton Hooker y publicado en Flora Antarctica 16. 1844. La especie tipo es: Anisotome latifolia

## Especies
| - Anisotome aromatica - Anisotome capillifolia - Anisotome deltoidea - Anisotome filifolia - Anisotome flexuosa | - Anisotome haastii - Anisotome imbricata - Anisotome latifolia - Anisotome lyallii - Anisotome pilifera - Anisotome procumbens |